# Lynn LeMay
Lynn LeMay (née à Tacoma dans l'État de Washington) est une actrice pornographique américaine.

## Filmographie sélective
- 2011 : Older Girlfriends with Benefits
- 2010 : Not the Bradys XXX: Bradys Meet the Partridge Family
- 2009 : Not the Bradys XXX: Pussy Power!
- 2008 : Mother-Daughter Exchange Club 3
- 2008 : Mother-Daughter Exchange Club 2
- 2007 : Lesbian M.I.L.T.F. 2
- 2006 : Women Seeking Women 25
- 2005 : Mature Kink Orgy #3
- 2004 : Mature Women with Younger Girls 11
- 2001 : What They Wanted, What They Got
- 1999 : God Forgives, nuns don't (Nunnat)
- 1998 : Cock Smokers
- 1997 : The Best of Girls Around the World Hardcore Volume 2
- 1996 : Wild Wild Chest 3
- 1995 : Titanic Orgy
- 1994 : Babes Illustrated
- 1994 : Pussywoman 1: Sisters in Sin
- 1994 : Back to Anal Alley
- 1993 : Pussyman 2: The Prize
- 1993 : Tickled Pink
- 1992 : Gold LeMay
- 1992 : Lynn Le May and Friends
- 1991 : Pretty Peaches and the Quest
- 1991 : Wicked Thoughts
- 1990 : Gillie's Isle
- 1990 : St. Tropez Lust
- 1989 : Bizarre Dildo Obsession
- 1989 : Who Shaved Lynn LeMay?
- 1988 : Cheating American Style
- 1988 : Pink Baroness

## Récompenses et distinctions
- Entrée dans l'AVN Hall of Fame en 2006 [2]
- Entrée dans le XRCO Hall of Fame en 2011[3]